# Major League Baseball 1907

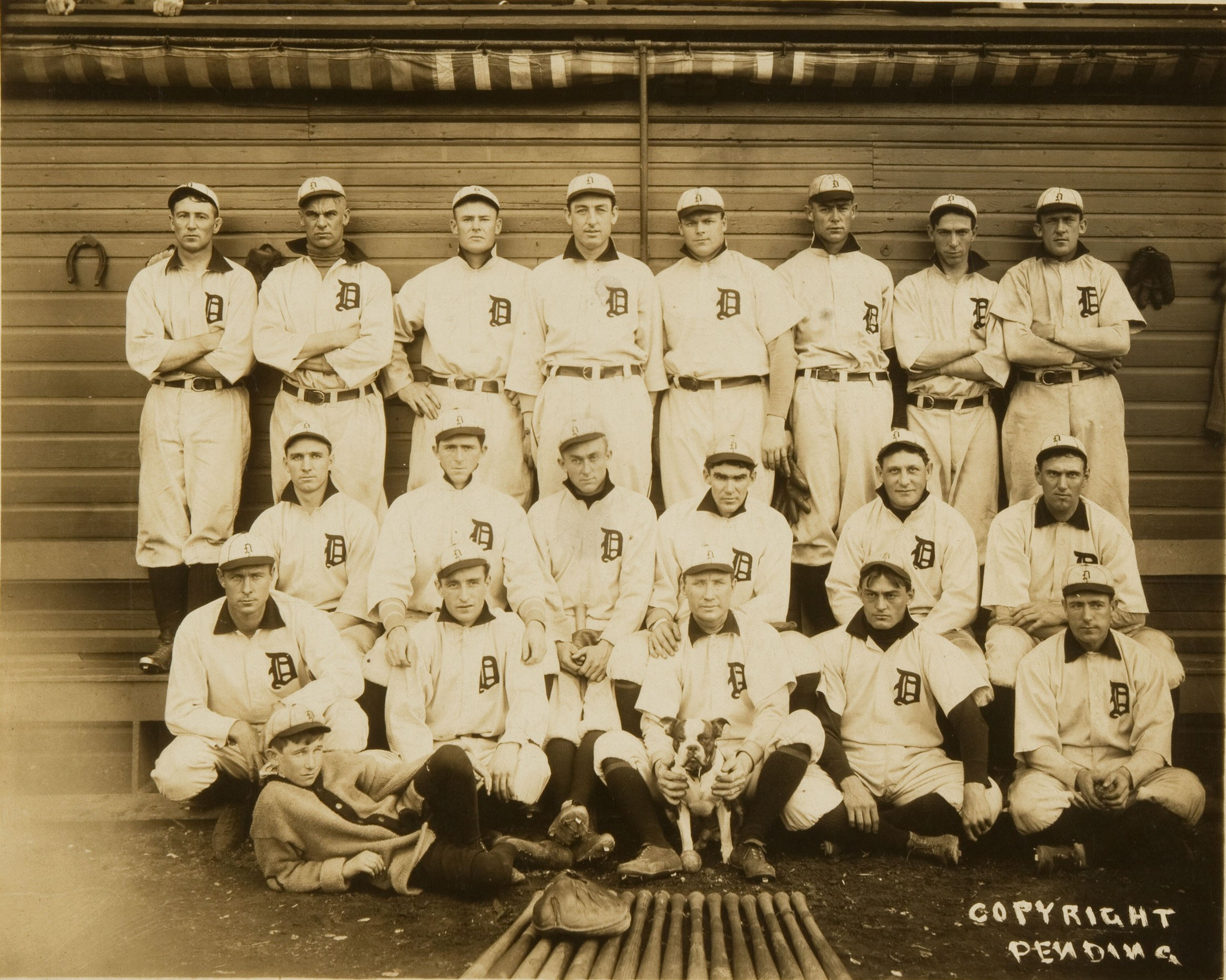
I Detroit Tigers del 1907, squadra campione dell'American League.

La stagione 1907 della Major League Baseball si è aperta il giorno 11 aprile con la disputa di sette partite, quattro dell'American League e tre della National League.
Le World Series si sono svolte dal giorno 8 al 12 ottobre, concludendosi alla quinta partita, con la vittoria dei Chicago Cubs per 4 partite a 0 sui Detroit Tigers (la prima partita delle series terminò in pareggio, in quest'edizione contemplato).

## Regular Season

### American League
| # | Squadra                | Vittorie | Sconfitte | Perc. | Diff. |
| - | ---------------------- | -------- | --------- | ----- | ----- |
| 1 | Detroit Tigers         | 92       | 58        | .613  | -     |
| 2 | Philadelphia Athletics | 88       | 57        | .607  | 1.5   |
| 3 | Chicago White Sox      | 87       | 64        | .576  | 5.5   |
| 4 | Cleveland Naps         | 85       | 67        | .559  | 8.0   |
| 5 | New York Highlanders   | 70       | 78        | .473  | 21.0  |
| 6 | St. Louis Browns       | 69       | 83        | .454  | 24.0  |
| 7 | Boston Americans       | 59       | 90        | .396  | 32.5  |
| 8 | Washington Senators    | 49       | 102       | .325  | 43.5  |

### National League
| # | Squadra               | Vittorie | Sconfitte | Perc. | Diff. |
| - | --------------------- | -------- | --------- | ----- | ----- |
| 1 | Chicago Cubs          | 107      | 45        | .704  | -     |
| 2 | Pittsburgh Pirates    | 91       | 63        | .591  | 17.0  |
| 3 | Philadelphia Phillies | 83       | 64        | .565  | 21.5  |
| 4 | New York Giants       | 82       | 71        | .536  | 25.5  |
| 5 | Brooklyn Superbas     | 65       | 83        | .439  | 40.0  |
| 6 | Cincinnati Reds       | 66       | 87        | .431  | 41.5  |
| 7 | Boston Doves          | 58       | 90        | .392  | 47.0  |
| 8 | St. Louis Cardinals   | 52       | 101       | .340  | 55.5  |

### Record Individuali

#### American League
| Stat. | Giocatore    | Squadra                | Totale |
| ----- | ------------ | ---------------------- | ------ |
| AVG   | Ty Cobb      | Detroit Tigers         | .350   |
| HR    | Harry Davis  | Philadelphia Athletics | 8      |
| RBI   | Ty Cobb      | Detroit Tigers         | 119    |
| R     | Sam Crawford | Detroit Tigers         | 102    |
| H     | Ty Cobb      | Detroit Tigers         | 212    |
| SB    | Ty Cobb      | Detroit Tigers         | 53     |

| Stat. | Giocatore    | Squadra                           | Totale |
| ----- | ------------ | --------------------------------- | ------ |
| W     | Doc White    | Chicago White Sox                 | 27     |
| W     | Addie Joss   | Cleveland Naps                    | 27     |
| L     | Barney Pelty | St. Louis Browns                  | 21     |
| L     | Al Orth      | New York Highlanders              | 21     |
| ERA   | Ed Walsh     | Chicago White Sox                 | 1.60   |
| K     | Rube Waddell | Philadelphia Athletics            | 232    |
| IP    | Ed Walsh     | Chicago White Sox                 | 422 ⅓  |
| SV    | Bill Dinneen | Boston Americans St. Louis Browns | 4      |
| SV    | Tom Hughes   | Washington Senators               | 4      |
| SV    | Ed Walsh     | Chicago White Sox                 | 4      |

#### National League
| Stat. | Giocatore       | Squadra               | Totale |
| ----- | --------------- | --------------------- | ------ |
| AVG   | Honus Wagner    | Pittsburgh Pirates    | .350   |
| HR    | Dave Brain      | Boston Doves          | 10     |
| RBI   | Sherry Magee    | Philadelphia Phillies | 85     |
| R     | Spike Shannon   | New York Giants       | 104    |
| H     | Ginger Beaumont | Boston Doves          | 187    |
| SB    | Honus Wagner    | Pittsburgh Pirates    | 61     |

| Stat. | Giocatore         | Squadra             | Totale |
| ----- | ----------------- | ------------------- | ------ |
| W     | Christy Mathewson | New York Giants     | 24     |
| L     | Stoney McGlynn    | St. Louis Cardinals | 25     |
| ERA   | Jack Pfiester     | Chicago Cubs        | 1.15   |
| K     | Christy Mathewson | New York Giants     | 178    |
| IP    | Stoney McGlynn    | St. Louis Cardinals | 352 ⅓  |
| SV    | Joe McGinnity     | New York Giants     | 4      |

## Post Season

### World Series
| Data                              | Squadra di casa | Squadra ospite | Ris.  |
| --------------------------------- | --------------- | -------------- | ----- |
| 08/10                             | Chicago Cubs    | Detroit Tigers | 3 - 3 |
| 09/10                             | Chicago Cubs    | Detroit Tigers | 3 - 1 |
| 10/10                             | Chicago Cubs    | Detroit Tigers | 5 - 1 |
| 11/10                             | Detroit Tigers  | Chicago Cubs   | 1 - 6 |
| 12/10                             | Detroit Tigers  | Chicago Cubs   | 0 - 2 |
| Chicago Cubs vincono la serie 4-0 |                 |                |       |

## Campioni
| World Series 1907 Chicago Cubs Primo titolo |